# Pasar Kepahiang
Pasar Kepahiang is een bestuurslaag in het regentschap Kepahiang van de provincie Bengkulu, Indonesië. Pasar Kepahiang telt 5397 inwoners (volkstelling 2010).